# Sassofono C melody
Il sassofono C melody è un tipo di sassofono progettato da Adolphe Sax.
Come dice il nome, è un sax in tonalità di "do", ha le caratteristiche di un sax tenore, però non è traspositore ed è piuttosto raro. Fu lo strumento responsabile della cosiddetta "Saxual Revolution" negli USA attorno agli anni venti del novecento, in quanto essendo non traspositore permetteva di leggere le partiture di altri strumenti di maggior diffusione (quali pianoforte, flauto, violino), facilitandone l'impiego tra i dilettanti. In epoca moderna alcuni produttori hanno ripreso la produzione di questo strumento, con meccanica moderna anche se dopo la sua epoca di splendore non è più diffuso come in precedenza.